# Bundesstraße 46
Die Bundesstraße 46 (B46) was een 7,5 kilometer lange bundesstraße in Duitse deelstaat Hessen.
De weg liep van Offenbach am Main naar Dreieich-Sprendlingen.
Oorspronkelijk liep de B46 als elf kilometer lange weg vanuit het stadscentrum van Offenbach, waar ze aansloot op de B43, tot midden in Sprendlingen en sloot daar aan op de B3.
Door de bouw van de A661 kwam deze Bundesstraße te vervallen. Na 31 december 2009 werd ze daarom afgewaardeerd tot Landesstraße.

## Geschiedenis
De Landstraße van Offenbach naar Sprendlingen werd rond 1820 door het Großherzogtum Hessen gebouwd, om als rondweg van de toenmalige Freien Stadt Frankfurt te dienen.
B1 · B3 · B7 · B8 · B9 · B10 · B26 · B27 · B35 · B37 · B38 · B39 · B40 · B41 · B42 · B43 · B43a · B44 · B45 · B47 · B48 · B49 · B50 · B51 · B52 · B53 · B54 · B55 · B55a · B56 · B56n · B57 · B58 · B59 · B61 · B62 · B63 · B64 · B65 · B66 · B66n · B67 · B68 · B70 · B80 · B83 · B84 · B219 · B220 · B221 · B223 · B224 · B225 · B226 · B227 · B228 · B229 · B230 · B231 · B233 · B234 · B235 · B236 · B237 · B238 · B239 · B241 · B249 · B250 · B251 · B252 · B253 · B254 · B255 · B256 · B257 · B258 · B259 · B260 · B261 · B262 · B263 · B264 · B265 · B266 · B267 · B268 · B269 · B270 · B271 · B272 · B274 · B275 · B277a · B278 · B279 · B284 · B288 · B323 · B324 · B326 · B327 · B399 · B400 · B403 · B405 · B406 · B407 · B409 · B410 · B411 · B412 · B413 · B414 · B416 · B417 · B418 · B419 · B420 · B421 · B422 · B423 · B424 · B426 · B427 · B428 · B429 · B448 · B449 · B450 · B451 · B452 · B453 · B454 · B455 · B456 · B457 · B458 · B459 · B460 · B469 · B473 · B474 · B475 · B476 · B477 · B478 · B479 · B480 · B481 · B482 · B483 · B484 · B485 · B486 · B487 · B488 · B489 · B499 · B504 · B506 · B507 · B508 · B509 · B510 · B511 · B513 · B514 · B515 · B516 · B517 · B519 · B520 · B521 · B525 · B528 · B611